# Vårdö kyrka
Vårdö kyrka (eller stenkapellet Sundsskären) på Vårdö på Åland är en stenkyrka från slutet av 1400-talet tillägnad aposteln Mattias.

Kyrkan var ursprungligen ett kapell under Sunds kyrka. 1866 blev kyrkan moderkyrka i Vårdö församling för att sedan på 1970 åter ingå i den sammanslagna Sund-Vårdö församling.

## Historia
Kyrkan uppfördes strax söder om den åländska postvägen som gick genom Vårdö. Som ortnamn förekommer Vårdö första gången 1347.

I samband med Gustav Vasas konfiskationer 1544 beslagtogs från Vårdö kapell en storklocka, jämte två småklockor.

## Kyrkobyggnaden
Den enskeppiga kyrkan byggdes mot slutet av 1400-talet. Olika utvidgningar i trä tillkom under 1600-talet: ett vapenhus på 1640-talet, en sakristia 1659 och ett trätorn som ersatte den gamla tornhuven.

Kyrkan fick stora skador under den stora ofreden 1713−21.

Under 1790 fick kyrkan ett vapenhus av sten och 1804 ett stentorn som också tjänade som vapenhus.

## Orgel
- 1865 köpte man in en orgel från Sunds kyrka. Den var byggd 1671 av Claes Frantzon Tzander.
- 1889 byggde Zachariassen en ny orgel med 8 stämmor.
- 1975 byggde Hans Heinrich en ny orgel.[3]

| Manual I C-g3      | Manual II C-g3  | Pedal C-f1 | Koppel |
| Principal 8’       | Dubbeflöjt 8'   | Subbas 16' | I/P    |
| Oktava 4'          | Rörflöjt 4'     |            | II/P   |
| Oktava 2'          | Sifflöjt 1 1/3' |            | II/I   |
| Mixtur 3 ch 1 1/3' |                 |            |        |